# Prhoć
Prhoć – wieś w Chorwacji, w żupanii zagrzebskiej, w mieście Jastrebarsko. W 2011 roku liczyła 235 mieszkańców.